# 2012년 하계 올림픽 그레나다 선수단
그레나다는 2012년 7월 27일에서 8월 12일까지 영국 런던에서 열린 제30회 하계 올림픽에 참가했다. 여덟 번째 연속 참가였다.
그라나다 올림픽 위원회는 이 대회에 네 종목에 걸쳐 역대 최대 규모인 선수 10명(남자 6, 여자 4)으로 이루어진 선수단을 파견했다. 선수단에서 가장 나이가 많은 선수는 32살로 올림픽에 처음으로 참가한 태권도 선수인 카렌 오코노르였다. 한편 가장 어린 선수는 육상 선수인 키라니 하메스였다. 세계 주니어 챔피언으로 선수단의 개막식 기수를 맡기도 한 그는 이 대회에서 그레나다 역사상 최초로 올림픽 금메달을 땄다.

### 메달리스트
| 메달   | 이름          | 종목 | 세부 종목 | 날짜    |
| ------ | ------------- | ---- | --------- | ------- |
| 금메달 | 키라니 하메스 | 육상 | 남자 400m | 8월 6일 |

## 수영
남자
| 선수          | 세부 종목       | 예선  | 예선 | 준결선          | 준결선          | 결선            | 결선            |
| 선수          | 세부 종목       | 기록  | 순위 | 기록            | 순위            | 기록            | 최종 순위       |
| Niall Roberts | 100 m freestyle | 55.66 | 48   | Did not advance | Did not advance | Did not advance | Did not advance |

### 육상
올림픽 출전 기준 기록을 통과한 다음 선수들이 육상 종목에 참가했다.
(세부 종목별로 기준 기록 A를 통과한 선수를 한 나라 당 최대 세 명까지 참가시킬 수 있었다. 만약 A기록을 통과한 선수가 없다면 B기록을 통과한 선수 한 명을 참가시킬 수 있었다)

#### 여자 400 m
Kanika Beckles은 그라나다에서 2012년 올림픽 여자 400m 종목에 참가한 유일한 선수였지만, 부상으로 출발선에는 서지 못했다.

## 같이 보기
- 올림픽 그레나다 선수단